# Louis Sell
Louis Sell (1947) es un escritor y exdiplomático estadounidense.
Es autor de una biografía del dirigente político serbio Slobodan Milošević, titulada Slobodan Milosevic and the Destruction of Yugoslavia, publicada en 2002.
En la obra, Sell describe cómo según él Milosevic habría sido uno de los principales responsables de la desintegración de Yugoslavia, describiendo su ascenso al poder y como habría hecho uso de una retórica nacionalista para mantenerse en él, además de tratar temas familiares y psicológicos del líder serbio. Michael Parenti ha criticado el libro, por considerarlo una «demonización» de Milosevic y por un supuesto sesgo favorable a las tesis defendidas por los Estados Unidos en el conflicto balcánico.